# マツダ・ボンゴ
ボンゴ（BONGO）とは、マツダが販売しているキャブオーバースタイルのワンボックス商用車ならびに派生車種の乗用車、およびトラックである。

## 概要
商用車用途をメインとしたキャブオーバースタイルのワンボックス車である。以前は乗用登録のワゴンも販売されていたが、現在はバン、トラックのみの販売となっている。また、後輪小径ダブルタイヤをこのクラスでは2016年のマイナーチェンジで廃止されるまで長らく設定していた。
初代は小型ワンボックスバンとして当時のベストセラーであり、ワンボックスカーの代名詞としてその名を広く浸透させた。かつて、自動車のスタイルの呼称である、ワンボックスカーという名称が一般に定着する以前は「ボンゴ型車」や「ボンゴ車」と呼ばれ、「○×（社名）が出したボンゴの名前は?」と言われたほどである。中国地方の中高年層は、ワンボックスカー全般を指して「ボンゴ」ということもある。しかもこの事象は日本だけではなく、起亜で現地生産されていた影響で韓国にもあるとされる。
日本国外ではマツダ・Eシリーズとして販売されていたが、現在では国内専売車種となっている。
3代目と同時に発売されたフォード・スペクトロンをはじめ、OEM供給による数多くの姉妹車（バッジエンジニアリング車）が国内外に存在する。過去には韓国の起亜自動車でノックダウン生産された。
トヨタ自動車が2007年（平成19年）7月にタウンエース・ライトエースの受注を一時中断し、同年12月にインドネシア製の新型が登場するまでの5か月間、このクラスの商用車（ワンボックスバン・トラック）は「ボンゴ3姉妹」のみとなり、生産もマツダ1社による独占状態となっていた時期があった。
2019年4月にはボンゴブローニイバンがトヨタ自動車からのOEM供給を受ける形で、約8年8ヶ月ぶりに復活。他社にOEMモデルとして供給されていたボンゴ自身がOEMとなるのは、同車の長い歴史上初であった。
2020年にマツダは商用車の自主開発・生産から完全撤退。これによりボンゴも｢グランマックス4兄弟｣の一つとなる形でフルモデルチェンジすることとなった。

## 初代（1966年 - 1975年）
1966年（昭和41年）5月
新規車種として登場。
ボディーはキャブオーバースタイルであるが、リアエンジン後輪駆動（RR）で、サスペンションは4輪独立懸架を採用。トラック、バン、コーチ（乗用登録ワゴン）がラインナップされた。車体寸法は、全長3,770 mm/全幅1,500 mm/全高1,700 mmと、現在の軽自動車の全長を長くした程度である。
オールアルミで「白いエンジン」とも呼ばれた、ファミリアと共通の水冷直列4気筒 OHV・排気量782 ccのガソリンエンジンをリアに縦置き搭載するが、増加する負荷を考慮して特性は低速型に変更されており、最高出力37 ps/5,000 rpm、最大トルク6.3 kg-m/3,000 rpmとなっている。
1968年（昭和43年）4月
マイナーチェンジ。排気量を1,000 ccとした、48 ps/5,500 rpm、7.7 kg-m/2,500 rpm の直列4気筒OHVガソリンエンジンへ変更し、「ボンゴ1000」という名称で発売する。このエンジンは小排気量ながら最大トルクの発生回転数が非常に低く、扱いやすさが大きく向上した。
1969年（昭和44年）8月
仕様変更。灯火器及び反射器等に関する法規に対応するためフロント部分の左右側面にサイドターンシグナルランプを追加装備させた。
1973年（昭和48年）8月
2度目の仕様変更。保安基準改正のため、ヘッドランプ直下のポジションランプが橙一色のターンシグナルランプ兼用式から白一色発光の独立したレンズに変更されたほか、リアコンビランプの意匠を変更し、後部ターンシグナルランプが赤一色のブレーキランプ兼用式から、橙一色発光の独立したレンズに変更された。
1975年（昭和50年）3月
第1次オイルショック後のマツダの経営危機などにより、51年排出ガス規制（A-/B-）への対応は行われず、生産・販売は一旦中止となる。

## 2代目 BA2系（1977年 - 1983年）
1977年（昭和52年）9月
約2年間の空白期間を置き、トラックがフルモデルチェンジ。この間にマツダはコスモAPのヒットで息を吹き返しており、ボンゴの新規開発も再開されることとなった。
駆動方式はリアエンジン・リアドライブ（RR）から、荷役性、積載性の良いフロントエンジンリアドライブ（FR）へ変更された。また、全車リヤタイヤを小径ダブルタイヤ化し、荷台からホイールハウスを無くした。この後輪小径ダブルタイヤによる低床化は、1974年に登場したいすゞ・エルフ低床フラットローのアイデアを真似たものであるが、マツダは他社に先んじて低床エルフをコピーし、小型トラックで人気の高かったエルフ・フラットローシリーズにいち早く追従した。このトラックは「ボンゴワイドロー」の名称で販売される。
エンジンはTC型（1.3 L・77 ps/10.7 kg-m）とNA型（1.6 L・82 ps/13.5 kg-m）のガソリンエンジン二機種。車体は標準ボディの全長3,995 mm/全幅1,620 mm/全高1,850 mm・積載量750 kg、ロングボディの全長4,445 mm・積載量1,000 kgがあり、標準が1.3 L、ロングが1.6 Lのエンジンを搭載した。
1978年（昭和53年）1月
後輪小径ダブルタイヤによる「まっ平らフロア」の「ボンゴマルチバン」と「ボンゴワイドロー ダブルキャブ」を追加。バンは積載量（600 kg積、850 kg積）により、2種類のホイールベースが設定される。当初、標準ボディは標準ルーフ、ロングボディがハイルーフの組み合わせであった。キャッチコピーは「これからはマルチバンの時代」。
一方の「ボンゴワイドロー ダブルキャブ」は、ロングホイールベースのシャシに6人乗りキャビンと750 kg積荷台を乗せ、1.6 Lのガソリンエンジンを搭載している。廉価で乗車定員が多いことから、建設業界には人気があった。
1978年（昭和53年）10月
9/10人乗りの「ボンゴマルチワゴン」を追加。標準ボディーとロングボディーがあり、ロングには4列シートの10人乗りも設定された。乗車定員の増加とデュアルクーラーで増える負荷に対応し、1.8 L・95 ps/15.2 kg-mのVC型エンジンを搭載する。
1979年（昭和54年）7月
フロントのデザインを変更したマツダオート店向けの姉妹車「ボンゴボンディ」を追加。
1979年（昭和54年）10月
同クラス1BOXカー初のディーゼル車を発売。パーキンス・エンジンズ（英語版）からの技術供与（ライセンス生産）による2.2 L・70 ps/14.5 kg-mのS2型エンジン（英語版）を搭載。バンとトラックは昭和54年排出ガス規制適合。バンのガソリン車は、排出ガス規制での出力低下を補うため、排気量を1.3 Lから1.4 Lへ拡大した、76 ps/11.8 kg-mを発揮する UC型に変更された。
1980年（昭和55年）2月
マルチワゴンに2.2 LのRF型（英語版）を搭載するディーゼル車を追加。
1981年（昭和56年）1月
マイナーチェンジ。
ヘッドランプを規格型の丸形二灯から、規格型の角形二灯へと変更し、同時にインパネのデザインも変更する。
バン、ワゴンはリアコンビランプのデザインとナンバープレートの位置を変更。
電動サンルーフ、回転対座シートなどを装備した上級グレードの「ウェストコースト」を設定。
ボンゴとボンゴボンディはフロントグリルのデザインが異なる。
当時経営の行き詰まっていたマツダの救世主となり、1978年（昭和53年）から1980年（昭和55年）まで、国内マツダディーラーの最量販車であった（1980年以降はFFファミリアが取って代わる）。
1979年（昭和54年）にマツダとフォード・モーターが資本提携し、フォードはアジア・オセアニア・環太平洋地域向けの小型車の開発生産をマツダに任せることにした。そのアライアンスの一環として、日本を除く同地域向けにエコノバン（Econovan・商用）とスペクトロン（Spectron・乗用）の名でOEM供給されて販売された。

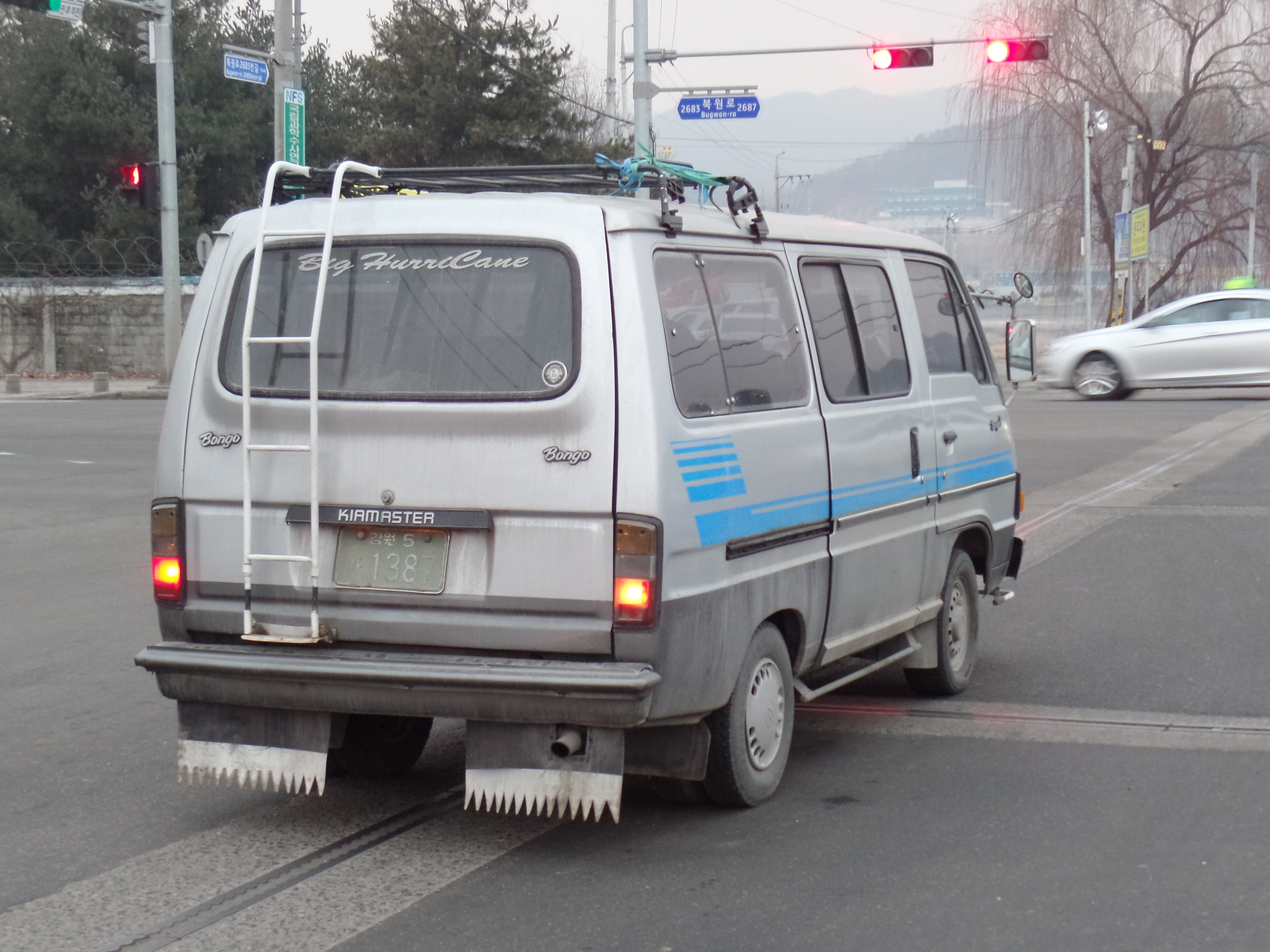
キアマスター･ボンゴ9(後部)
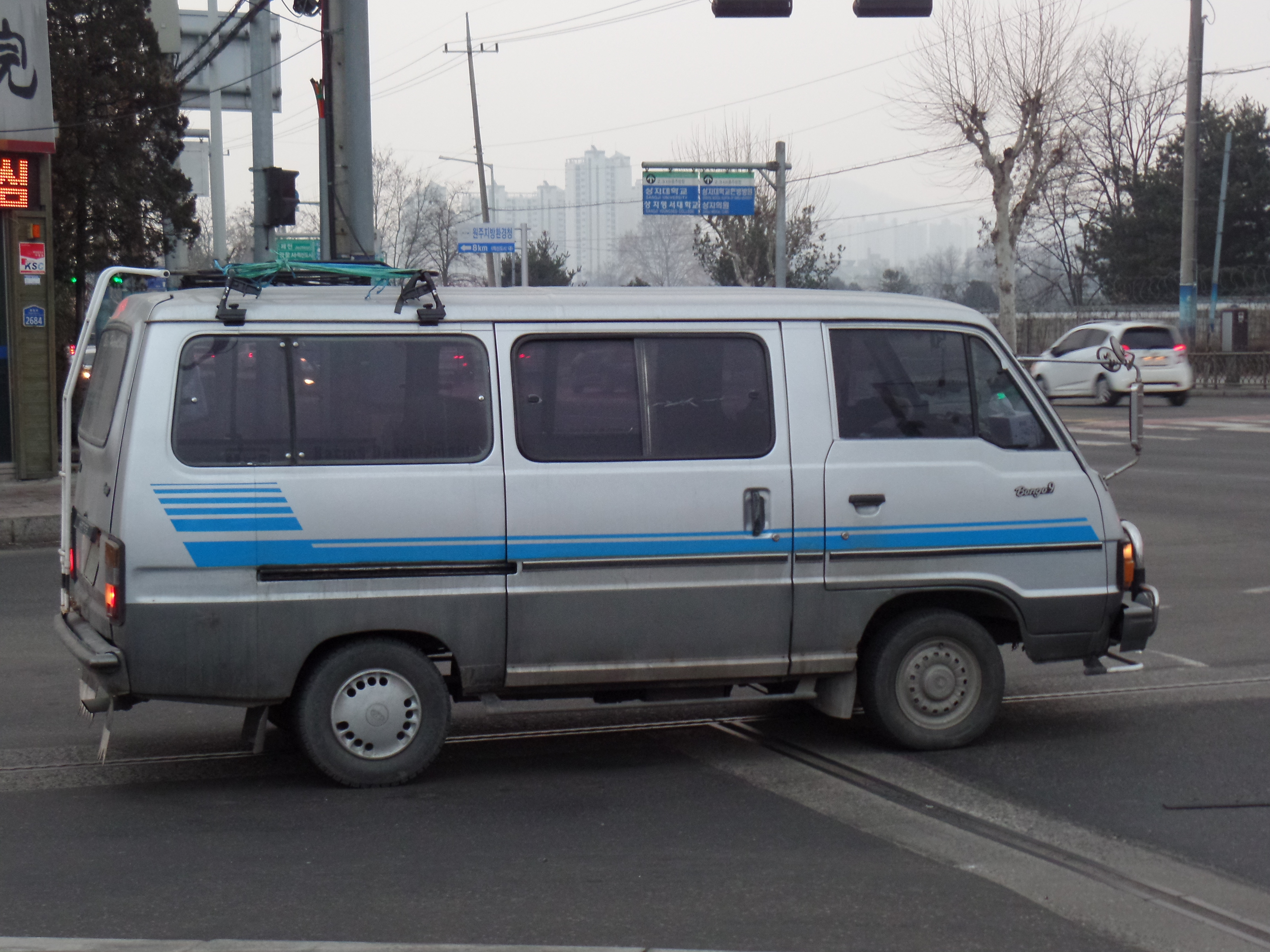
キアマスター･ボンゴ9(側面)

## 3代目（1983年 - 1999年）

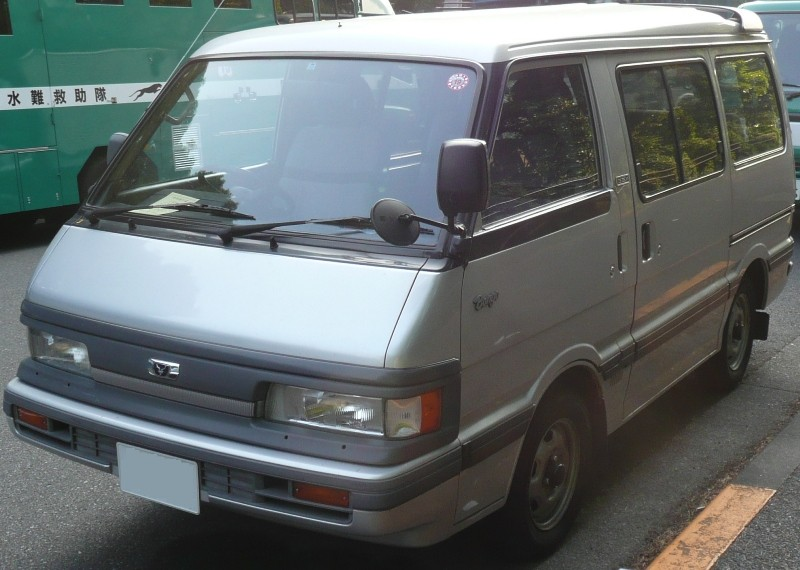
ワゴン(警察関係車輌)
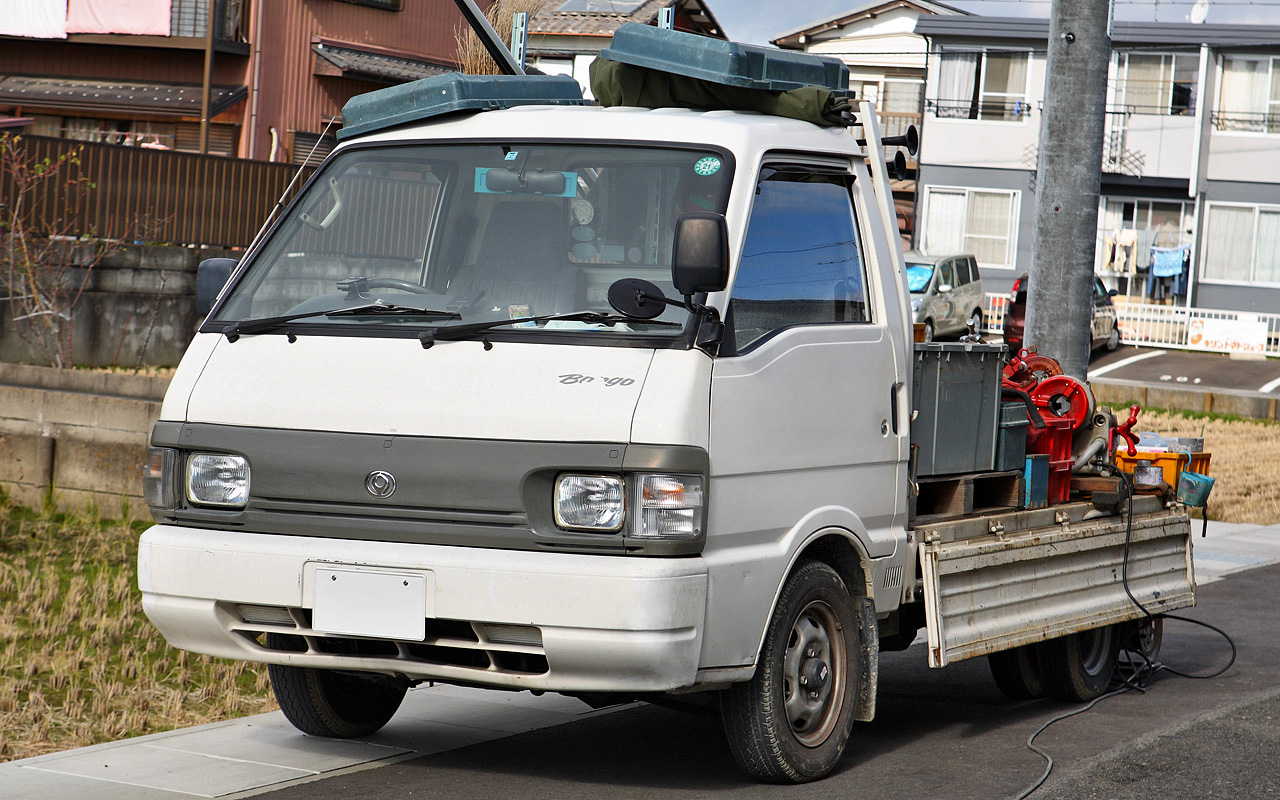
トラック（ワイドロー後期型）
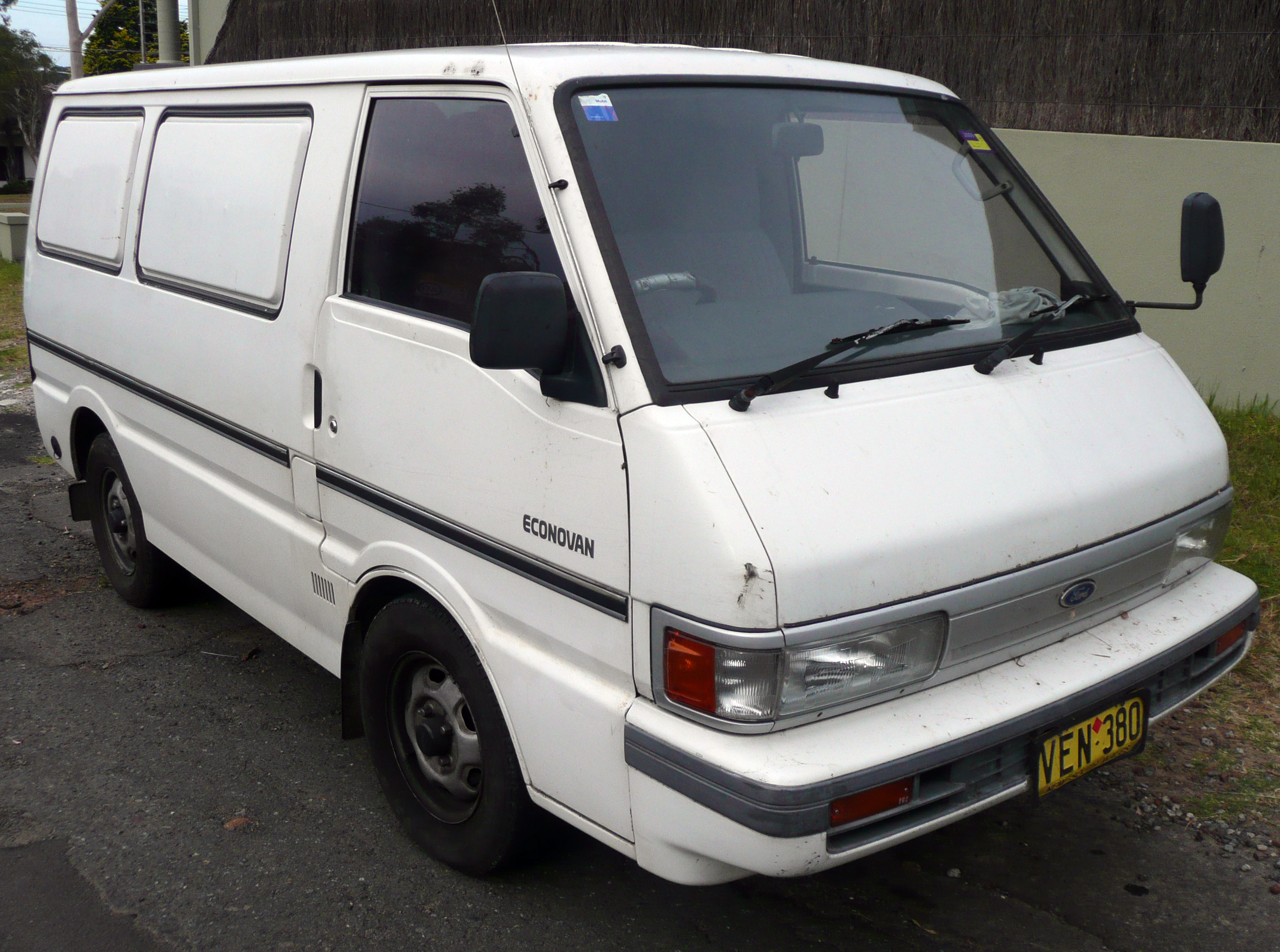
Ford Econovan (オーストラリア仕様・後期型)
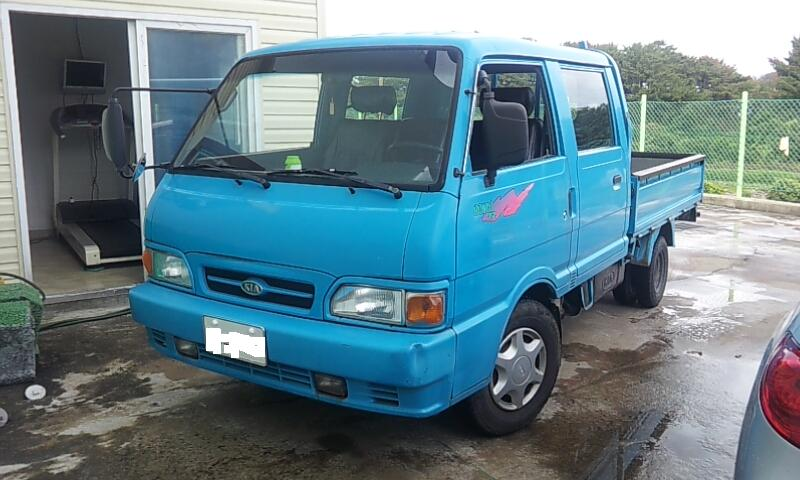
キア・ボンゴ(1997年)

プラットフォームは、ワンボックスカー（ワゴン・バン）用SSプラットフォーム及び、トラック用SEプラットフォームが用いられていた。 
F8型ガソリンエンジン車は、特殊車を除く一般的な自動車としては最後の手動チョーク採用車であった（チョークノブによる手動式）。4WD車は全車リアにLSDが標準装備されている。ワゴンはWAUX（ワウー）と限定車を除きエアコンはディーラーオプション。2WDの4穴ホイール車はハブボルト仕様である。
当代のバンの後期型4WDは副変速機付きであったため、巨大なデカールやロゴ入りのフロアマットなどで4WDであることをアピールしていた。
起亜自動車では、ワゴン・バンが「ベスタ」/「プレジオ」、トラックが「ワイドボンゴ」の名でライセンス生産が行われた。なお、1997年にフルモデルチェンジが行われ、「ボンゴフロンティア」となるが、オリジナルのボンゴとはプラットフォーム以外関連性はない。2004年には更にモデルチェンジが行われて「ボンゴIII」となり、親会社の現代自動車の「ポーターII」と姉妹車となった。
1983年（昭和58年）9月
フルモデルチェンジ。
マツダとフォードの新販売チャネルオートラマ向けに乗用タイプの「スペクトロン」と商用タイプの「J80」をOEM供給開始。
従来型に設定されていたロングボディは先行発売されたボンゴブローニイ（後述）に統合され、一部のグレードに後輪小径ダブルタイヤ仕様（ワイドロー）が設定された他は前後同サイズとなった。
この代より日本国内向け仕様にフロントにディスクブレーキが装備される（当初はワゴンのみ標準装備）。
内装を中心に先代に比べて快適装備の充実が図られ、ワゴンの上位グレードにはパワーウインドーやパワーステアリング（グレードにより標準及びオプション設定）などが装備された。
冷房装置も吊り下げ式クーラーからヒーター組み込み型のエアコンへ変更された。
1984年（昭和59年）11月
4WDを追加。1.8 Lガソリンエンジンを搭載し、フロントベンチレーテッドディスクブレーキが標準装備。
ワゴンの後輪ダブルタイヤ仕様が廃止される。
バンの1年車検を嫌うユーザー向けに、2列シート6人乗り、バンと同様の内装を持つ乗用向けグレードのBW（ビジネス・ワゴン）を追加する。
1986年（昭和61年）11月
ワゴンをマイナーチェンジ。外装を中心としたフェイスリフトを実施。ワゴンのガソリンエンジンが2.0 L化される。
1987年（昭和62年）9月
バン/トラックをマイナーチェンジ。内外装の一部を変更。
4WDにディーゼル車登場。
パワーステアリング、ELR3点式フロントシートベルトを全車に標準装備。バン全車にリヤワイパーを標準装備。
1989年（平成元年）1月
マイナーチェンジ。ワゴン4WD車の2.2 Lディーゼルを2.0 Lターボディーゼルへ変更。 ワゴン4WDに最上級グレードLIMITEDを追加。
1990年（平成2年）2月
マイナーチェンジ。同時に同社が展開する新販売店ブランド、ユーノスに向けた「ユーノス・カーゴワゴン」の販売を開始。内外装デザインが一部変更され、カラードバンパーが全車標準装備。
バン、ワゴン全車にはリアアンダーミラーと集中ドアロックが標準装備される。
ワゴン2WD車の一部グレードの2.0 Lディーゼルを2.0 Lターボディーゼルへ変更。
バン/トラックの2WD車の上位グレードにフロントディスクブレーキが標準装備となる。
フロントワイパーアームの固定方式をセンターロック式からUフック式へ変更。
1994年（平成6年）4月
日産自動車に対し、ボンゴバン、ボンゴトラックの供給を開始する。同時に日産からADワゴン/バンがマツダに供給され、ファミリアワゴン/バンとなる。
1995年（平成7年）6月
セミキャブオーバータイプの派生モデル「ボンゴフレンディ」を発売。乗用グレードの事実上の後継モデルとなる。ボンゴフレンディの発売に伴い、ボンゴワゴンとボンゴブローニイワゴンが統合された。
従来車種は継続販売。

マイナーチェンジ。ワゴンのディーゼルを2.0 Lインタークーラーターボディーゼルに変更。それに伴いWAUXのバンパーガード変更・標準車のフロントバンパーにエアインテーク追加。
WAUXのサイドガードのボディー同色化。
　バン/トラックの2.2LのR2型ディーゼルエンジン搭載車にAT車を追加。
1996年（平成8年）10月
マイナーチェンジ。バン/トラックは内外装デザインが大幅に変更される。
バンの1.5 LのD5型ガソリンエンジンと、2.0 LのRF型ディーゼルエンジンを廃止、トラックは1.5 L D5型を1.8 L F8型に変更。2.2 LのR2型ディーゼルエンジンを61 psから76 psにパワーアップ。
バンにはGLスーパーが追加されるが、2WDはハイルーフ、4WDはミドルルーフの組み合わせとなる。
これに伴いバン/トラックの2WD車の廉価グレードにフロントディスクブレーキが標準装備され、ようやく全グレードがフロントディスクブレーキ化された。
ワゴンのグレード縮小。4WD2グレード（WAUX・GSX）と2WD3グレード（GSX・DX・BW）となる。
1997年（平成9年）
ワゴンにこの年から制定されたマツダの現在のCIマークを装着。バン/トラックのフロントはそれ以前のマークに変わり「MAZDA」のメーカー名に変更。
ワゴンのガソリンエンジン車廃止。
1998年（平成10年）5月
「ボンゴEV」を追加。
1999年（平成11年）4月
継続生産されていたワゴンの国内販売を終了。
1999年 (平成11年) 5月
バン/トラックの販売終了。在庫対応分のみの販売となる。
1999年 (平成11年) 6月
バン/トラックが新型にフルモデルチェンジして販売終了。
- ワゴン(警察関係車輌)
- トラック（ワイドロー後期型）
- Ford Econovan
(オーストラリア仕様・後期型)
- キア・ボンゴ(1997年)

## 4代目 SK82/SKF2/SKP2/SLP2型（1999年 - 2020年）

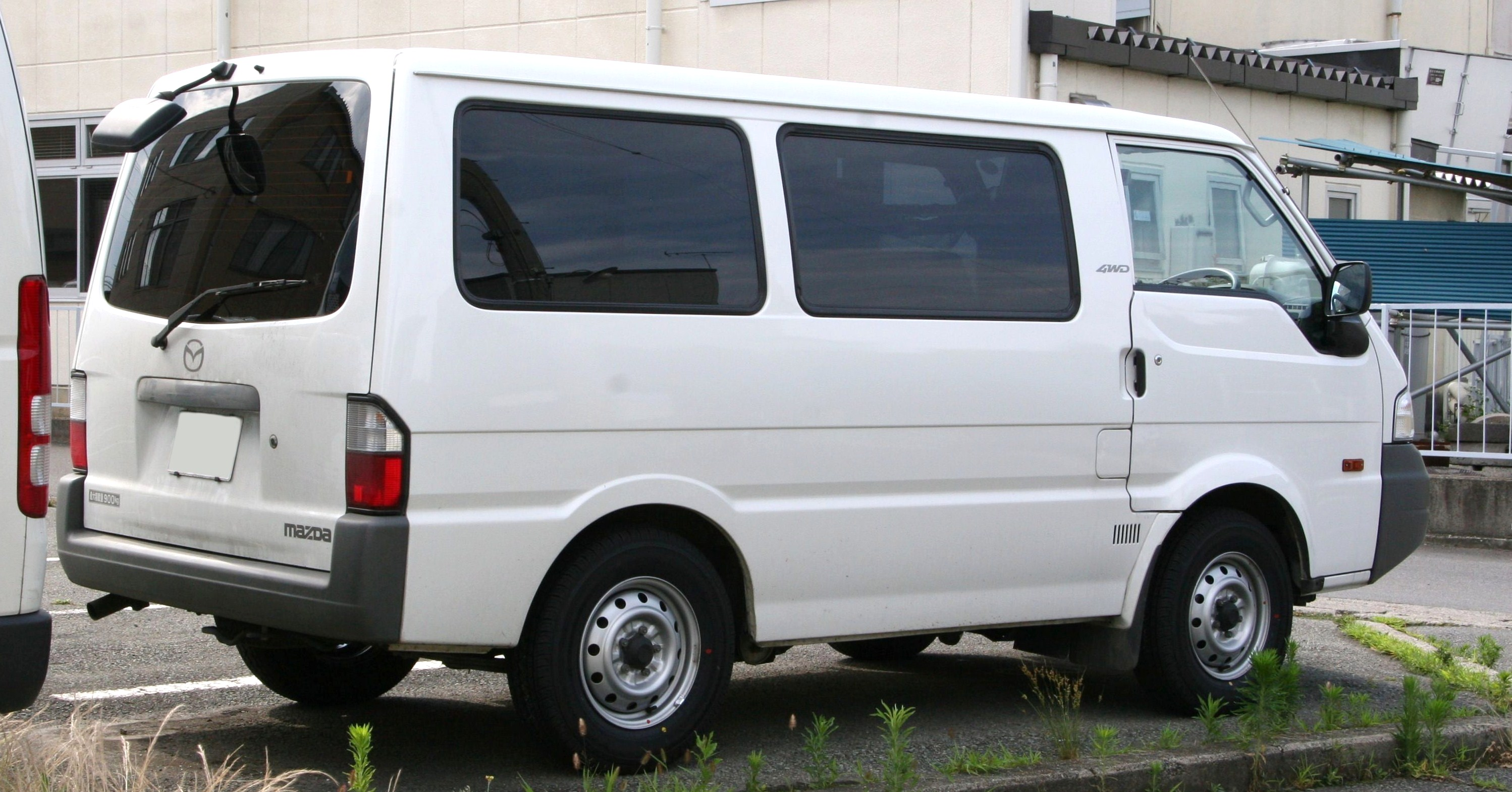
バン DX（リア）
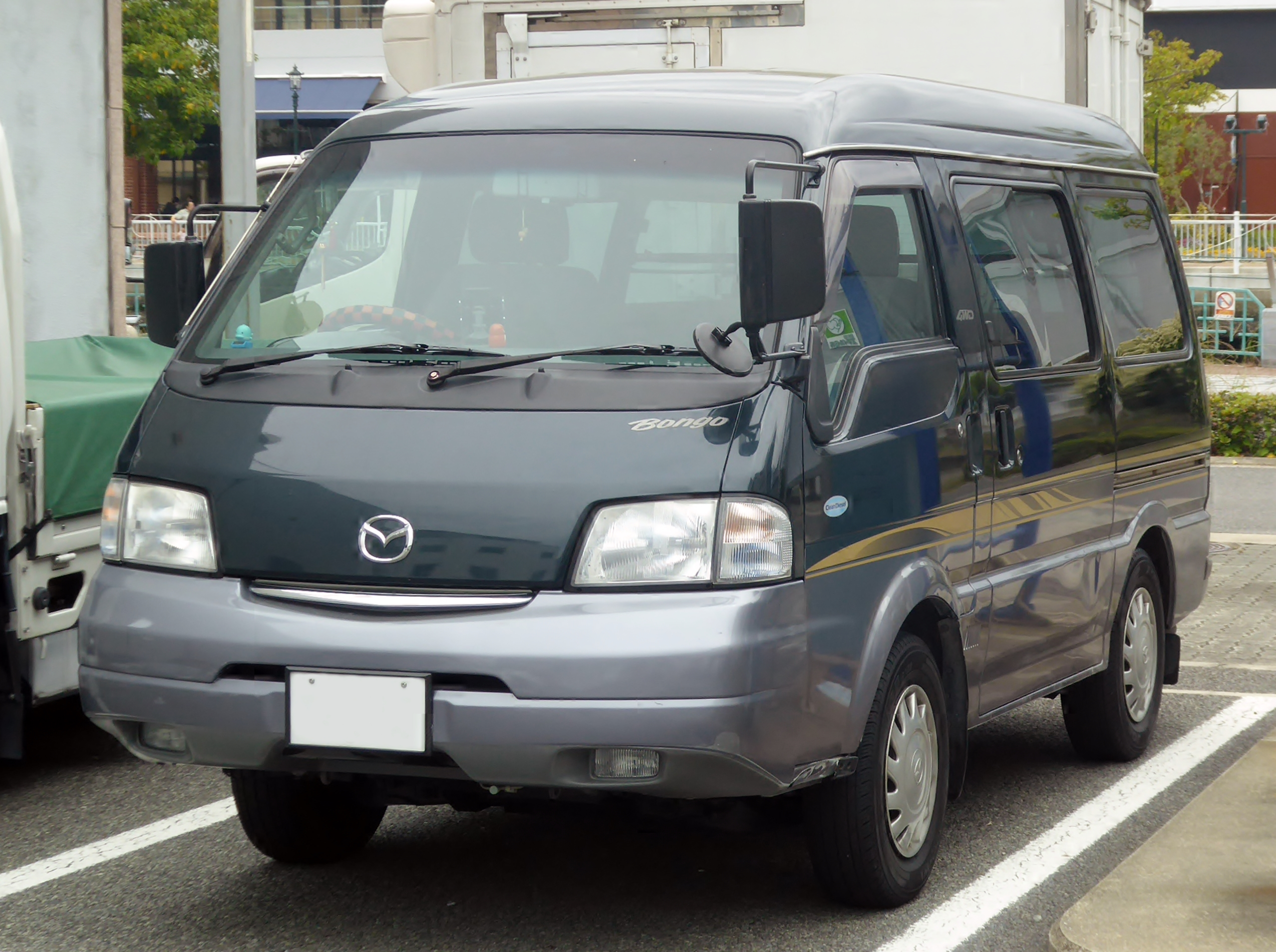
バン GLスーパー
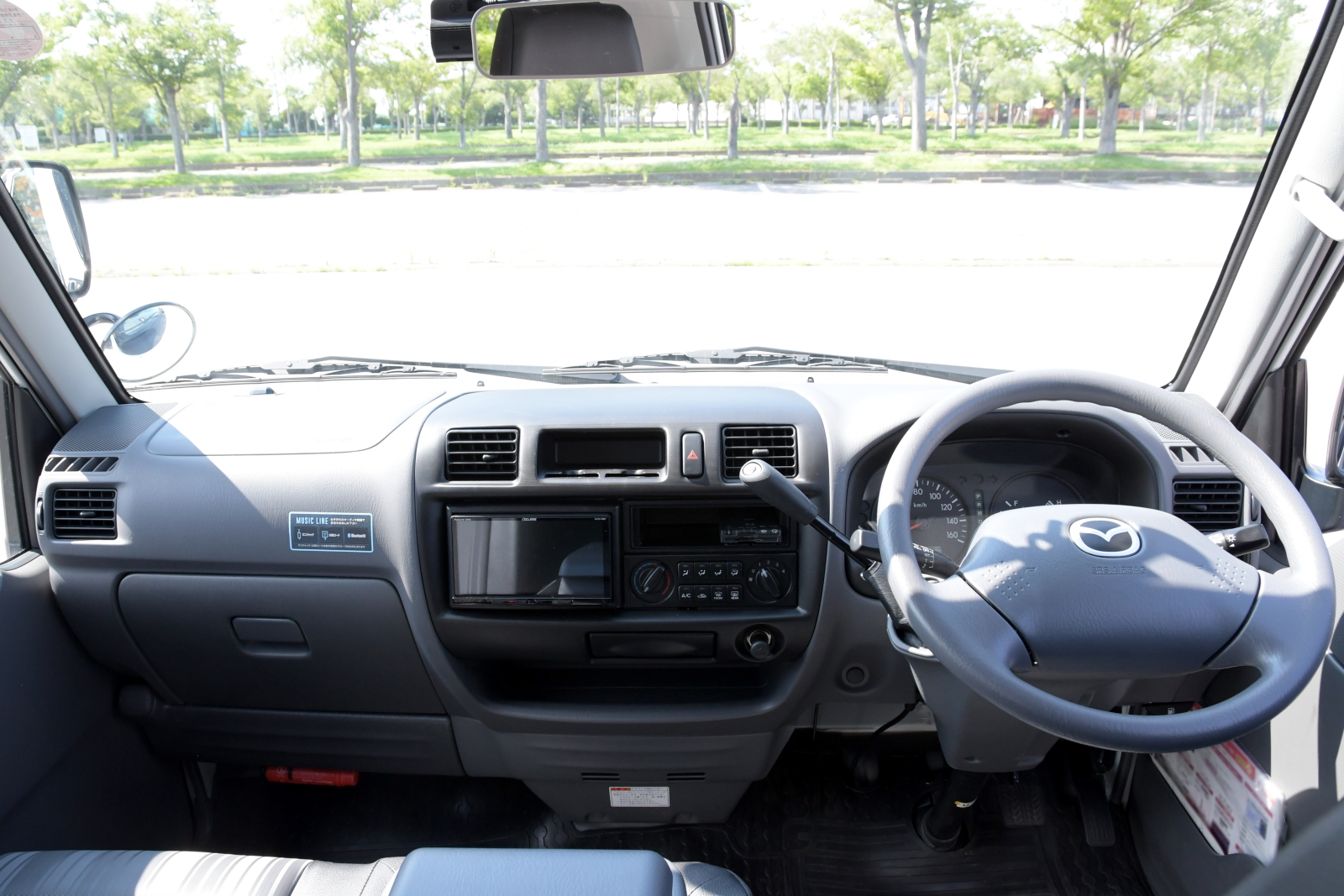
バン（車内）

1999年6月17日
16年ぶりのフルモデルチェンジを実施。プラットフォームは、3代目ボンゴのSS及びSEプラットフォームをベースに開発したSKプラットフォームを採用。実情としては、車体の前半分のみを衝突安全対応型に新設計したものと言える。この奇策とも言える「前半分だけのモデルチェンジ」には、マツダの経営悪化が影響している。当時のマツダは経営事情が厳しく、開発コスト削減を余儀なくされていた。そこで4代目ボンゴは、3代目の設計の多くを踏襲し、部分的な設計変更でコストを抑えて開発された。どちらかと言えば「ビッグマイナーチェンジ」に近いが、新型車として運輸省（現・国土交通省）の認可を受けているため、法律的にはモデルチェンジである。旧型をベースとしつつも、外観や運転席は極力現代風のしつらえに改められており、インパネも新造形となった。距離計はデジタルに変更。
ガソリンエンジンも先代と同じ1.8 L のF8型であるが、電子制御燃料噴射装置（EGI）を追加してF8-E型に変わり、90 ps にパワーアップ、2.2 L のR2型ディーゼルエンジンも79 ps にパワーアップしている。それに伴いチョークレバーは消滅。
この代では乗用登録のワゴンが未設定であるが、自家用車として貨客兼用する中小自営業者の需要にも応えるため、外観や装備を充実させたワゴン風の上級グレード、GLスーパー（ハイルーフ・4ドア）が設定されていた。この仕様には専用ストライプも設定。
4WDのマニュアル車はトランスファーに2速の副変速機を持つパートタイム式で、旧式ながら、現在の日本車で本格的なローレンジを採用する小型商用車は、このボンゴのみとなっている。
従来、ディーゼル車で問題となっていた黒煙排出の多さは、この型から大幅に改善されている。
トラックのシングルタイヤ車に4WDが追加されるとともに、デッキが低床化され「シングルワイドロー」となった。
歴代ボンゴの中では生産年数が最も長いモデルであった。
1999年11月
三菱自動車工業に対し、全モデルの供給を開始する。
2003年8月
プレス工業尾道工場でトラックの委託生産を開始。バンは引き続き自社で製造。
2003年12月
マイナーチェンジ。排ガス規制に対応した触媒などを搭載したコモンレールディーゼルターボモデルを発売し（自動車NOx・PM法適合車）、同時にF8-E型ガソリンエンジンも95psにパワーアップ。
2005年11月
灯火器規制対応化。
2006年
オーストラリア向けE1800(SKW0)の生産を終了。
2007年8月
ディーゼルエンジンにディーゼル・パティキュレート・フィルターを採用し、新長期規制に適合。トラック全車にパワーウインドウとパワードアロックを標準装備する。
2009年5月
日産・NV200バネットの発売開始に伴い、同社向けバン2WDガソリンエンジンモデルの供給を中止。
2010年8月
一部改良。1.8Lガソリンエンジンを水冷直列4気筒・DOHCエンジンのL8型に刷新し、燃費と動力性能を向上させた。
パワーウィンドウ、助手席サンバイザーを標準装備とし、新たに大型のセンターコンソールボックスを採用。
バンには冷暖房効率を向上させる為の間仕切りカーテンを標準装備、トラックは荷台のアオリを45mm高くして積載性を向上するとともに、シングルワイドローはロング荷台の採用で最大積載量を50kgアップ。
助手席エアバッグと助手席電動リモコン式ドアミラーも標準装備し、安全性も向上される。
平成22年排出ガス規制に適合しないR2型/RF型ディーゼルエンジン車と上級グレードの「GLスーパー」は廃止され、前述のセンターコンソールボックス採用に伴い、定員がトラックが2名、バンが2名あるいは2(5)名と、全車種で1名ずつ減少した。
この改良を機に車両型式がSKP2系へと変更された。
2011年
ニュージーランド向けE1800(SKW0)の生産を終了。
2011年10月
OEMモデルであるデリカバンのフルモデルチェンジ（ベースモデルを日産・NV200バネットに変更）に伴い、三菱自動車への供給を終了。
2012年3月24日
一部報道にマツダは創業以来続けてきた商用車の自社開発・生産から撤退するとあった。商用車の国内需要減少や2010年代後半に衝突安全基準が厳格化されること等を受け、ボンゴ・バンならびにトラックの次期モデルの開発を断念と報じられた。
2012年6月頃
プレスリリースでの発表は無かったが、この頃に一部改良（取扱説明書には2012年5月発行、ダウンロードページに2012年6月11日更新と記載。同年6月8日にOEM供給車の日産バネットバン4WD/トラックも同様に改良。こちらはプレスリリースがあった）。
安全に関する法規制強化に対応し、全車でヘッドレストの高さ、ヘッドランプの配光を変更。
バンでは全車でスライドドア強度要件への対応を行い、「DX」はハイバックタイプシートをヘッドレスト分離型に変更。
トラックは全車に後部反射器を採用。
ボディーカラーはバンGL専用色に設定されたサンライトシルバーに代わり、アルミニウムメタリックを新設定。
リアデカールの配置が一部変更。最大積載量の記載デカールが一回り小さな物に変更され（OEM車のバネットと共通品）、左側から右側に変更。「MAZDA」ロゴのデカールはトラックは右側から左側に変更され、バンは「MAZDA」ロゴのデカールそのものが廃止された。
2015年12月末
日産自動車向けのOEM供給終了。
2016年2月4日
マイナーチェンジ（同年2月12日販売開始）。
エンジンの改良により「平成17年排出ガス基準75%低減レベル（☆☆☆☆）」の認定を新たに取得するとともに、燃費性能も向上したことで、バンの2WD・AT車とトラックの4WD・AT車は「平成27年度燃費基準+10%」、バンの2WD・MT車、4WD・AT車とトラックの2WD・MT・ロングボディ車、2WD・AT車、4WD・MT車は「平成27年度燃費基準+5%」、バンの4WD・MT車とトラックの2WD・MT・標準ボディ車は「平成27年度燃費基準」をそれぞれ達成した。なお、エンジンの改良により車両型式がSLP2系に変更となった。さらに、AT車は5速に多段化したことで適切なギヤ比での変速制御を行うとともに、静粛性の向上や登坂・追い抜き加速性能を向上した。
これまで設定されていたリアのダブルタイヤ仕様を廃止して全車シングルタイヤ仕様に統一。最大積載量もアップされ、2WD車は1,150kg・4WD車は1,000kg（いずれの駆動方式もバンは2名乗車時）となった。
装備面では従来バンのシングルタイヤ仕様のみの設定だった4W-ABSをバン・トラック全車に拡大して標準装備するとともに、電波式キーレスエントリーシステムも全車に標準装備した。
デザインも変更され、バンパーはバン・トラック全車でボディ同色（フロントバンパーの下部はブラック）に統一され、全車にシルバーのフルホイールキャップを採用。4WD車で採用されているワイドフェンダーデザインを2WD車にも採用したほか、内装はシート色調をブラックとグレーの2トーンに変更した。
バン「DX」はリアエンブレムを成形品のメッキエンブレムに、バックドアガーニッシュをピアノブラック塗装にそれぞれ変更し、ボディカラーに「アルミニウムメタリック」を追加（ルートバンを除く）。
バン「GL」はフロントにメッキグリルを採用した。
2WDのみホイールが6穴（ピッチ139.7）へ変更。
2016年6月30日
OEMモデルであるバネットトラックの販売が終了。
2017年6月上旬
OEMモデルであるバネットバンの販売が終了。
2020年4月30日
同日の中国新聞にて、同年6月までにバンを、同年8月までにトラックをそれぞれ生産終了し、商用車の自社開発から完全撤退すると報じられた。
2020年5月13日
バンの生産を終了。
2020年7月17日
下記5代目モデルの発表に伴い、4代目モデルのマツダホームページへの掲載を終了。
2020年8月31日
トラックの生産委託先であるプレス工業での組立作業が終了し、名実ともにマツダの自社開発製ボンゴの生産が終了した。これにより自社生産としてのボンゴは54年の歴史に幕を下ろした。
- バン DX（リア）
- バン GLスーパー
- バン（車内）

## 5代目 S4#3型（2020年 - ）
バン：S403Z/S413Z
トラック：S403F/S413F
2020年7月17日
約21年ぶりとなるバンおよびトラックのフルモデルチェンジを発表し、予約受付が開始された（9月11日発売）。
マツダが商用車の自社開発から完全に撤退したことに伴い、5代目はダイハツ工業からOEM供給を受けるモデルで、グランマックスがベースとなる。OEM供給元と同じく、ダイハツ工業のインドネシアの生産拠点である Astra Daihatsu Motor（アストラ・ダイハツ・モーター）にて生産され、日本向け仕様の輸入車となるとともに、4代目トヨタ・タウンエースとの3兄弟車となる。マツダの日本国内向け車種でダイハツ工業からOEM供給を受けるのは初めてである。
ボディサイズは4代目から全幅が広く、全高が高くなったものの、全長が短くなった。
安全性能が強化され、衝突回避支援ブレーキ機能（対車両・対歩行者[昼夜]）、衝突警報機能（対車両・対歩行者[昼夜]）、車線逸脱警報機能、先行車発進お知らせ機能、オートハイビームに、AT車にはブレーキ制御付誤発進抑制機能（バンは前方・後方、トラックは前方のみ）を追加してパッケージ化した衝突回避支援システム「スマートアシスト」をマツダ車で初採用し、全車に標準装備された。
エンジンは4代目から排気量を1.5 Lにダウンサイジングされ、優れた燃費性能と豊かなトルクを発揮する特徴がある2NR-VE型を搭載。WLTCモードによる燃料消費率・排出ガス規制に対応し、「平成30年排出ガス基準50%低減レベル（☆☆☆☆）」認定を取得するとともに、新たに搭載されたアイドリングストップ機能と相まって燃費性能が4代目から大幅に向上され、バンの2WD・4AT車と4WD車、トラックの2WD車は「平成27年度燃費基準+35%」、バンの2WD・5MT車とトラックの4WD車は「平成27年度燃費基準+25%」をそれぞれ達成した。
外観はエンブレム類の変更程度だが、バンはリアのアウタードアハンドル跡のへこみを塞いだ板の位置に「BONGO」の車名ロゴデカールが、トラックは後方アオリの左上の位置に2行で小さな「MAZDA」ロゴと「BONGO」の車名ロゴを組み合わせたデカールがそれぞれ装着される。
バン・トラックともに「STD」と「DX」の2グレード構成となる。
2023年12月20日（補足）
OEM元のダイハツ工業の不正問題の調査で対象がこれまで判明していた6車種から当車種を含めたほぼ全ての車種に拡大することが明らかとなり、国内外の全てのダイハツ工業製の車種の出荷を停止する方向で調整することとなった。
2024年1月16日（補足）
国土交通省が当車種とトヨタ・タウンエースおよびOEM元のダイハツ・グランマックスのトラックの型式指定を取り消す方針を固めた。これ以降は再取得するまでは事実上、生産できなくなる。
2024年1月19日（補足）
国土交通省が当車種とトヨタ・タウンエースおよびOEM元のダイハツ・グランマックスのバンタイプの出荷停止の指示を解除した。
2025年8月
バンを仕様変更（公式発表なし）。
同年6月に行われたOEM元のダイハツ・グランマックスカーゴの一部仕様変更に準じたもので、リアのコーナーセンサーが4か所に増え、検知距離を拡大してバックセンサーへ強化された。

## ボンゴブローニイ
ボンゴ ブローニイ（BONGO BRAWNY）は、ボンゴをベースとしてホイールベースを延長した上位車種。クラスとしては、ボンゴのミドルクラスワンボックスに対し、ハイエース/レジアスエース、キャラバン/ホーミー、ファーゴ等の最上位級ワンボックスに所属する。
初代と2代目は自社開発であったが、3代目は5代目ハイエースバン/2代目レジアスエースバンのOEMとなる。

### 初代 SR型/ SD型（1983年 - 1999年）
1983年6月
当時フルモデルチェンジを控えたボンゴの全幅とホイールベースを延長したモデルとして先行登場。
プラットフォームは、3代目ボンゴのSS及びSEプラットフォームをベースに開発された。ワンボックスカー（ワゴン・バン）用SRプラットフォーム及び、トラック用SDプラットフォームを採用。パワーステアリングを全車に標準装備した。
フォードへは、J100（日本・オートラマ向け）および「エコノバン・マキシ」（Econovan Maxi・海外）としてOEM供給された。また海外向けにはワゴンも「スペクトロンスペーサー」としてフォードにOEM供給された。
1985年
バン・ロングボディに4WD車を追加。2.0Lガソリンエンジンが搭載される。
1987年
マイナーチェンジ。内外装の一部を変更。トラック、バンの4WD車にディーゼル車を追加。ELR3点式シートベルトを全車に、バン、ワゴン全車にリヤワイパーを標準装備した。
1990年
マイナーチェンジ。カラードバンパーを全車に、バン、ワゴンの全車にはリアアンダーミラーと集中ドアロックを標準装備する。
1992年
バン2WD車に3.0Lディーゼル車及び、最上級グレード｢GLスーパー｣を追加。
1994年12月
ワゴンの生産終了。在庫対応分のみの販売となる。
1995年6月
ボンゴフレンディの登場に伴い、ワゴンが廃止される。
1997年4月
トラックの生産終了。在庫対応分のみの販売となる。
1997年5月
マイナーチェンジ。内外装デザインが大幅に変更される。ディーゼル車は新開発の2.5L・WL型エンジンを搭載。エンジンの変更で4WD車は前席3人から2人となり、バン・GLスーパーはロングボディのみとなった。
1997年11月
フロントのエンブレムをマツダの1991年～1997年まで使われていたCIから「MAZDA」のロゴに変更。
1999年5月
バンの生産終了。在庫対応分のみの販売となる。
1999年6月
SK型にフルモデルチェンジされ、販売終了。

### 2代目 SK型（バン: 1999年 - 2010年、トラック: 1999年 - 2000年）
ガソリン車：SKE6
ディーゼル車：SK54/SK56、SKF6、SKFHV
1999年（平成11年）6月
販売開始。SRプラットフォームをベースに開発したSKプラットフォームを新採用。ホイールベースは標準尺の2,400 mmとロングの2,600 mmで、従来通りの荷室長に加え、最大積載量も1,250 kgとなり、ライバルのトヨタ・ハイエースや日産・キャラバンと並ぶ。GLスーパーのみは大型フロントバンパーを採用し、1ナンバーとなる。
フロントドアやバンのバックドアなどの大物部品を4代目ボンゴに準じたものとし、フロントガーニッシュには非常に浅いモールドながら、当時のマツダ車に共通する意匠であった5角形グリルを模したものが入れられ、フロントバンパーもそれに合わせて形状が変更されている。しかし、ボンゴとは異なり、GLスーパーを除いては外観の印象は先代から大きく変わってはいない。
2.0 LのFE-E型ガソリンエンジンは、出力100 ps/5,000 rpm、トルク15.8 kg・m/2,500 rpmに向上している。4WDは先代同様、トランスファーに副変速機を持つパートタイム式である。
トラックのシングルタイヤ車のデッキが低床化され、「シングルワイドロー」となった。
1999年（平成11年）11月
三菱自動車工業に対し、全モデルのOEM供給を開始する。三菱での車名はデリカカーゴとなる。
同じくボンゴのOEM契約先となる日産へは、キャラバンと競合するため供給されていない。
2000年（平成12年）10月
1 t積みのタイタンダッシュの登場に伴い、トラックが廃止となる。
2004年（平成16年）12月
ディーゼルエンジンを自然吸気のWL型2.5 Lから、酸化触媒を装備した2.0 LコモンレールディーゼルターボのRF-CDT型に変更、ディーゼルモデルの型式がKG-SK54（標準）、KG-SK56（ロング）からKR-SKF6、KR-SKFHV（GLスーパーのみ）となる（自動車NOx・PM法適合車）。
2005年（平成17年）11月
灯火器規制対応化。
2006年（平成18年）
オーストラリア向けE2000 MWB(SKX0)とE2000 LWB(SKY0)の生産を終了。
2007年（平成19年）8月
ディーゼル商用車新長期排出ガス規制に適合、型式がADF-SKF6となり、4WD及びGLスーパーは廃止。
2010年 (平成22年) 7月
生産終了。在庫対応分のみの販売となる。
2010年（平成22年）8月
ボンゴがマイナーチェンジを受けるもブローニイはモデル廃止となり、販売終了。三菱へのOEM供給も終了する。1983年（昭和58年）の登場以来、27年の自社生産の歴史に幕を下ろし、マツダのホームページから一旦消える。
基本設計は1983年（昭和58年）の登場時からほとんど変わっていないため、2000年代に入ってからフルモデルチェンジを受けたハイエースやキャラバンのそれと比べるとはるかに古く、更に2.0 L以上のディーゼルエンジンもカタログ落ちしたことに伴って販売台数は減っていた。一方で、車体価格が廉価だったゆえに、警察(鑑識車や事故処理車など）、消防（資材車など）をはじめとした官公庁には生産終了直前まで大量に導入されていた。
ニュージーランド向けE2000 LWB（SKY0）も合わせて生産を終了。

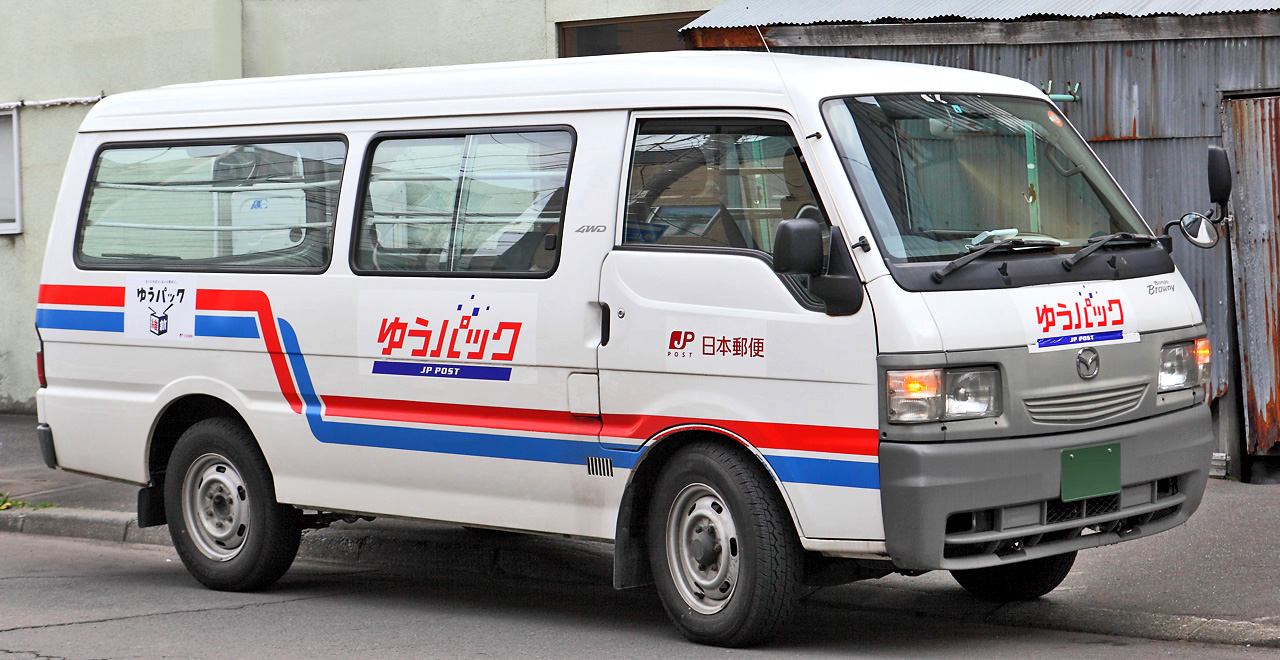
バン DX 2.5D 4WD （KG-SD56M） フロント
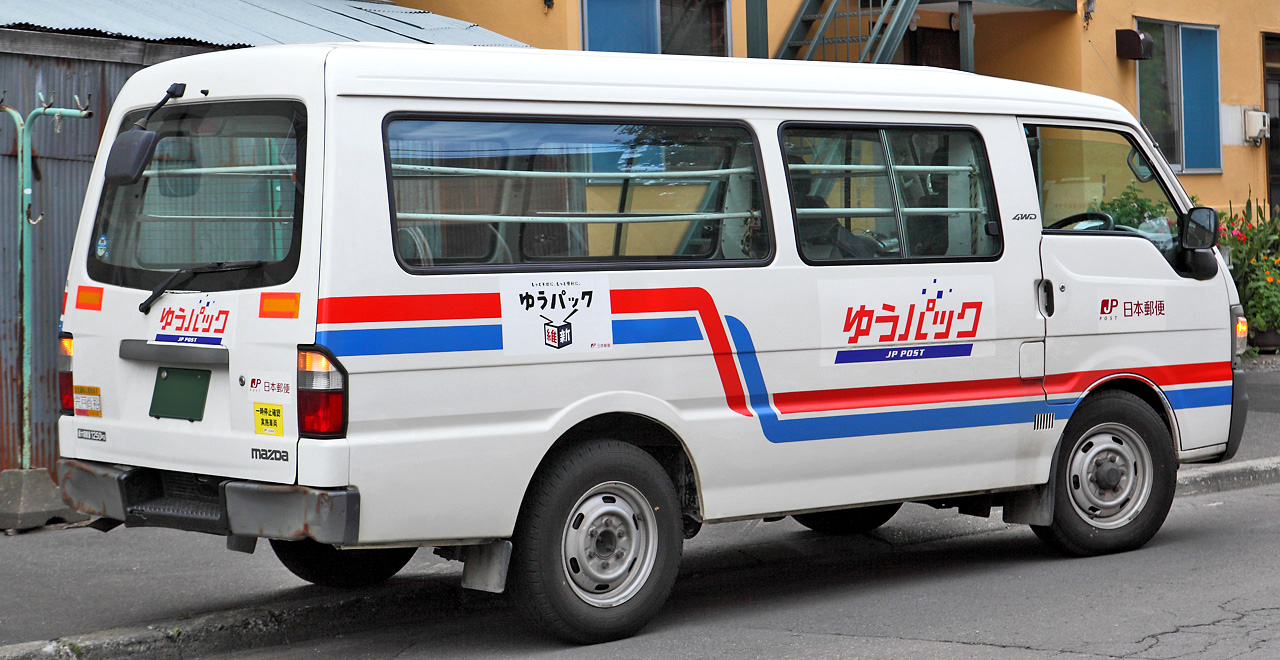
バン DX 2.5D 4WD（KG-SD56M） リア
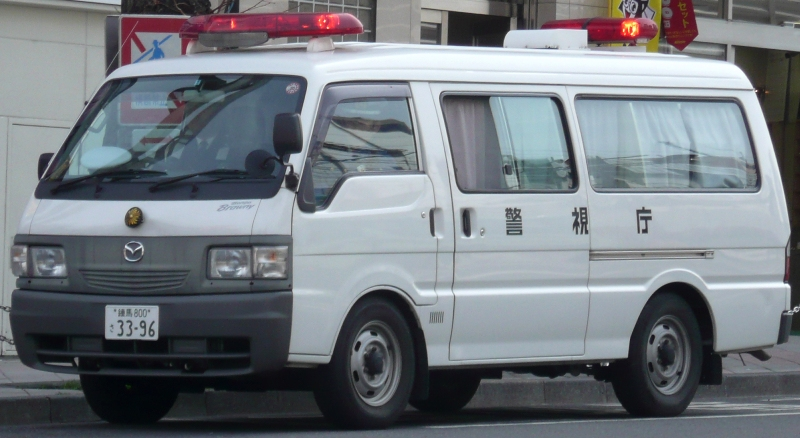
警視庁公害取締車 フロント
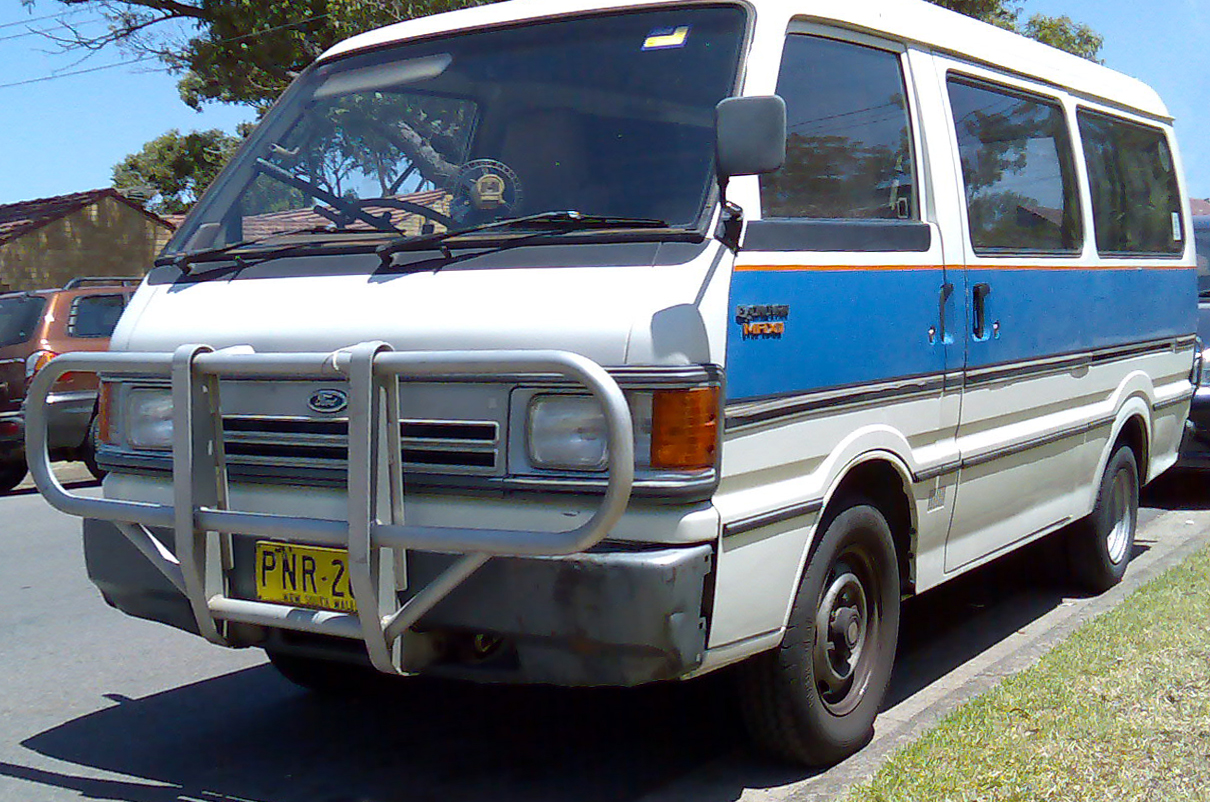
初期型 Ford Econovan Maxiオーストラリア仕様 フロント

### 3代目 H20#M型（2019年- ）
ガソリンモデル：TRH200M
ディーゼルモデル：GDH201M(2WD車)/GDH206M(4WD車)
2019年4月23日
販売終了から約8年8ヶ月ぶり（先代フルモデルチェンジからは約19年10ヶ月ぶり）に「ボンゴブローニイバン」が復活（5月13日発売）。
当代は10代目ファミリアバンに次いで2車種目となるトヨタ自動車からのOEM供給を受けるモデルとなり、5代目ハイエースバン及び2代目レジアスエースバン（H200系）がベースとなる。フロントデザインは200系ハイエースの通称『5型』と同じ顔つきとなっている。
ベース車同様に、プリクラッシュセーフティシステム（歩行者[昼]検知機能付衝突回避支援タイプ/ミリ波レーダー+単眼カメラ方式）、レーンディパーチャーアラート（車線逸脱警報）、オートマチックハイビームで構成された「衝突回避支援パッケージ」、横滑り防止装置「ダイナミック・スタビリティ・コントロールシステム（DSC）」、ヒルスタートアシストコントロールなどが標準装備され、ハイエースバン/レジアスエースバンでそれぞれオプション設定されている助手席SRSエアバッグが標準装備されるなど安全面が強化された。
エンジンは駆動方式によって異なり、2WD車は2.0 Lガソリンの1TR-FE型、4WD車は2.8 L直噴ディーゼルターボに尿素SCRシステムを組み合わせた1GD-FTV型をそれぞれ搭載。トランスミッションは全車電子制御式6速ATに統一され、シーケンシャルシフトマチック機能が新たに搭載された。環境性能が向上され、2WD車は「平成17年排出ガス基準50%低減レベル（☆☆☆）」、4WD車は「平成21年排出ガス基準10%低減レベル（低排出ガス車）」認定をそれぞれ取得しており、全車平成27年度燃費基準（2WD車は+10%、4WD車は+15%）を達成している。
仕様はロング・標準ボディ・標準ルーフ・低床フロア・3/6人乗り・5ドアのみの設定で、グレード体系は「DX（ハイエースバン/レジアスエースバン「DX」相当）」と「GL（同「DX"GLパッケージ"」相当）」の2種類が設定される。なお、自社製造時代と異なり、商用車モデルのみの設定となり、乗用車モデル（ワゴン）は設定されない。
外観はエンブレム類の変更程度となるが、バックドアの左側には2行で「BONGO BRAWNY」の車名ロゴデカールが装着される。なお、「Mazda Type」をMAZDA3（本車種発売の11日後に発売）に先駆けて採用している。装備内容がベース車と一部異なり、「DX」はフルホイールキャップが「GL」と同じハイグレードタイプを装備、「GL」はLEDヘッドランプ、4WD車は寒冷地仕様がそれぞれ標準装備されている。
ボディカラーは全グレード「ホワイト」と「シルバーマイカメタリック」の2色のみの設定となる。
2020年6月25日
一部改良された。
同年4月のハイエースバンの一部改良に伴うもので、駐車場内で前後の進行方向にある壁などの障害物を検知した場合、発進時にエンジン出力を抑制し、さらに距離が縮まると自動で被害軽減ブレーキを作動することで衝突抑制や被害軽減を図るインテリジェントクリアランスソナー[パーキングサポートブレーキ(静止物)]や、走行中周囲の明るさに応じてヘッドライトの点灯を自動で切り替えるオートライトシステムを全車に標準装備するとともに、運転席のメーター内に4.2インチ（TFTカラー）のマルチインフォメーションディスプレイが搭載された。
なお、ガソリンモデルはWLTCモードによる排出ガス・燃料消費率に対応（燃料消費率はJC08モードによる数値も併記）したが、排出ガスは「平成30年排出ガス規制適合」となり、ハイエースバン同様にバックドアウィンドウに装着されていた「低排出ガス車」と「燃費基準達成車」ステッカーが装着されなくなった。
フロントデザイン及び「GL」に装備されるドアミラー形状も同年4月のハイエースバンに合わせる形で通称『6型』となっている。
2021年8月24日
一部商品改良された。
ディーゼルモデルがWLTCモードによる排出ガス・燃料消費率に対応（燃料消費率はJC08モードによる数値も併記、平成30年排出ガス規制適合）。併せて、2WDのディーゼルモデルが追加設定された。
2022年5月
一部商品改良された（仕様変更扱い）。
パーキングサポートブレーキ[前後方障害物]を全車に標準装備されたほか、ディーゼル車は燃料消費率が向上されたことで「平成27年度燃費基準+15%」を達成した。

## 車名の由来
- アフリカに住む反芻獣のボンゴから名前がとられている。その堂々とした体躯に準えての命名。
- ブローニイ（BRAWNY）とは、英語で「筋骨たくましい」、「強靭な」という意味で、ボンゴの上位（重積載）車種を表現したサブネーム。

## 姉妹車（OEM車）

### マツダからの供給車種
マツダ内での販売チャンネル違い姉妹車を含む
- フォード - スペクトロン、J80、J100[注 24]、エコノバン[注 25][注 26]
- ユーノス - ユーノス・カーゴ[注 27]
- 三菱自動車 - デリカバン/デリカカーゴ[注 28]
- 起亜自動車 - ボンゴ、ベスタ（バン・ワゴン、1986～1995年）、プレジオ（バン・ワゴン、1995～2004年）、セレス（高床四輪駆動トラック、1983～2000年）
- 日産 - バネット[注 29]

### マツダへの供給車種
- トヨタ自動車 - ハイエース/レジアスエース
  - 2020年にハイエースに一本化。
- ダイハツ工業 - グランマックス
  - トヨタ・タウンエース

## 販売店
- マツダ店
- マツダアンフィニ店（旧アンフィニ店・オート店）
- マツダオートザム店